# Josué Balamandji
 Josué Kossingou Balamandji, né le 9 août 1989 à Bangui, est un joueur de football international centrafricain. Il est attaquant.